# Stern (revistă)
Stern (cuvânt german citit [ștern], în traducere „stea”) este o revistă germană care apare săptămânal în ziua de joi, ea fiind răspândită în toată Germania, având azi un tiraj de circa 972.000 exemplare cu 7.470.000 de cititori. Revista „Stern” a fost fondată în anul 1948 de către Henri Nannen în Hanovra. În prezent (2009), redactori-șefi ai revistei sunt Andreas Petzold și Thomas Osterkorn. Revista este tipărită în Hamburg de editura Bertelsmann. 
Revista a suferit în 1983 un blamaj extraordinar atunci când s-a lăsat înșelată și a început să publice Jurnalele secrete ale lui Hitler, o falsificare.